# Onthophagus malthinus
Onthophagus malthinus là một loài bọ cánh cứng trong họ Bọ hung (Scarabaeidae).